# Île Perroquet
L' Île Perroquet est une île située sur le fleuve Approuague, dans la commune de Régina en Guyane.